# Курчанська
Курчанська — станиця в Темрюцькому районі Краснодарського краю. Центр Курчанського сільського поселення.
Населення — 6,3 тис. осіб (2002).
Станиця розташована на південно-східному узбережжі Курчанського лиману в дельті Кубані, за 14 км південно-східніше міста Темрюк. Виноградарство, винарня «Кубань». Рисові чеки.
Станиця Курчанська (за назвою гирла Курки) засновано у 1865 козаками кубанського козацького війська входила в Темрюцький відділ Кубанської області.

## Адміністративний устрій
До складу Курчанського сільського поселення крім станиці Курчанська входять також:
- селище Світлий путь
- селище Красний Октябр
- селище Ординський